# اصلاحات در صدر اسلام
اصلاحات زیادی با ظهور اسلام طی سال‌های ۶۱۰ تا ۶۶۱ میلادی توسط محمد و خلفای پس از او انجام پذیرفت.
به گفته مورخ ویلیام مونتگمری وات، برای محمد مذهب موضوعی شخصی و انفرادی نبود بلکه «پاسخ کلی شخصیت او به وضعیتی بود که او خود را در آن می‌یافت. او نه تنها به جنبه‌های مذهبی و نظری شرایط موجود، بلکه به وضعیت اقتصادی، اجتماعی، و فشارهای سیاسی که بر مکه در زمان او حاکم بود، پاسخ می‌داد.» به گفته محقق برنارد لوئیس، دو روایت سیاسی مهم در اسلام موجود است: در اولی به محمد به عنوان زمامدار در مدینه نگاه شده، و در دیگری به او به عنوان یک شورشگر در مکه. لوئیس اسلام را نوعی انقلاب می‌داند که جوامعی که به آن‌ها وارد شد را به مقدار زیادی تغییر داد.
مورخان عموماً توافق نظر دارند که اصلاحات اجتماعی اسلام جامعه عرب موجود را در حوزه‌هایی همچون امنیت اجتماعی، ساختار خانواده، برده‌داری، حقوق زنان، کودکان و اقلیت‌های قومی را بهبود بخشید. به عنوان مثال، به گفته لویس، اسلام «از همان ابتدا اختلافات طبقاتی و مزیت‌های طبقه اشرافی را رد کرد و روشی را برگزید که در آن ورود به شغل‌های مختلف برای افراد مستعد باز بود.»

## ظهور اسلام
به گفته برنارد لوئیس ظهور اسلام همانند انقلابی بود که فقط تا حدی موفقیت‌آمیز بود. دلیل این امر تنش‌هایی بود که بین مذهب جدید و ساختارهای اجتماعی موجود در سرزمین‌های فتح شده توسط مسلمانان وجود داشت. یک حوزه عمده تنش ناشی از ماهیت تساوی گرایانه عقاید اسلامی بود. اسلام از ابتدا اختلافات طبقاتی و مزیت‌های طبقه اشرافی را رد کرد و روشی را برگزید که در آن ورود به شغل‌های مختلف برای افراد مستعد باز بود. لوئیس می‌گوید که البته برابری کامل در اسلام محدود به مسلمانان مرد آزاد بود ولی حتی همین پیشرفت بسیار قابل ملاحظه‌ای در مقابل آنچه در یونان، رم، و ایران باستان مرسوم بود، به حساب می‌آمد. به گفته لوئیس:
«او [محمد] به انجام کارهای بزرگی نائل آمده بود. برای بت پرستان غرب عربستان دینی جدید آورده بود که با یکتا پرستی و عقاید اخلاقی اش، در سطح غیر قابل مقایسه‌ای بالاتر از بت پرستی قبلی بود. او وحیی به همراه دین اسلام آورده بود که برای قرون متمادی هدایت‌کننده تفکرات میلیون‌ها مسلمان شد. ولی او بیش از این به انجام رسانیده بود: او گروه اجتماعی ای و همچنین حکومتی سازمان یافته و مسلح و مجهزی را تأسیس کرده بود که قدرت و اعتبارش آن را به نیرویی مهم در عربستان تبدیل کرد.»

## قانون اساسی مدینه
قانون اساسی مدینه توسط محمد در سال ۶۲۲ میلادی نوشته شد. این بیانیه به صورت رسمی روابط بین محمد و قبیل و خاندان‌های مهم یثرب (که بعدها مدینه نامیده شد)، که شامل مسلمین، یهودیان و بت پرستان می‌شد را مشخص می‌کرد. هدف اصلی این سند پایان دادن به جنگ‌های خون‌ریزی بود که بین اوس و خزرج و قبایل متحد با آن‌ها در جریان بود. جهت انجام این کار، این سند با مشخص کردن حقوق و وظایف بین مسلمین، یهودیان و بت پرستان، آن‌ها به صورت یک امت واحد تعریف می‌کرد.
تاریخ دقیق مکتوب شدن موضوعی جدال‌آمیز بین محققان است هرچند عموماً نظر بر این است که زمان اندکی پس از هجرت مکتوب شده‌است. این قانون اساسی به صورت عملی اولین حکومت اسلامی را بنا نهاد. این سند مسائلی مانند امنیت جامعه، آزادی‌های مذهبی، نقش مدینه به عنوانه حرم (ممنوع شدن خشونت)، امنیت زنان، روابط بین قبیله‌ای درون مدینه، سیستم مالیات جهت حمایت از جامعه در هنگام درگیری‌ها، شرایط برای تشکیل اتحادهای سیاسی با خارج، فرایندی برای اعطا حمایت از اشخاص، سیستم قضایی برای رفع اختلافات، و موضوع پرداخت خون بها را تحت پوشش قرار میداد.

## اصلاحات اجتماعی

### آداب و رسوم
جان اسپوزیتو محمد را مصلحی میبیند که آداب و رسومی مانند زنده بگور کردن کودکان، چپاول فقرا، قراردادهای غلط، ربا، قتل، فاحشه گری، زنا و دزدی را در جامعه عرب آن زمان محکوم کرد. به گفته اسپوزیتو «اصرار محمد بر اینکه هر شخص مسئولیتش نه در مقابل قوانین سنتی قبیله‌ای بلکه در مقابل قوانین الهی باید باشد، جامعه عرب آن زمان را از پایه به لرزش در آورد. محمد برنامه مذهبی-اجتماعی فراگیری را به اجرا گذشت که عقاید و آداب و رسومی مانند قراردادهای تجاری و روابط زن و مرد و خانواده را تحت تأثیر قرار می‌داد.» به عقیده اسپوزیتو روش اتخاذ شده توسط قرآن عموماً وضع کردن قوانین و فراهم کردن توصیه‌های اخلاقی بود که آداب و رسوم جاری را یا محدود می‌کرد یا مجدد مفهومشان را تعریف می‌کرد، به جای اینکه آن‌ها را در کل ممنوع کرده یا چیزی جایگزین آن‌ها کند. او به عنوان مثال از برده داری و وضعیت زنان یاد می‌کند.

### امنیت اجتماعی
به گفته ویلیام مونتگمری وات، محمد مصلحی اجتماعی و اخلاقی بود. وات می‌گوید: «محمد سیستم جدیدی از امنیت اجتماعی و ساختار خانوادگی تدوین کرد، که هر دو به صورت گسترده‌ای آنچه از قبل موجود بود را بهبود بخشید. محمد با اتخاذ کردن بهترین اخلاقیاتی که در بین بادیه نشینان موجود بود و وفق دادن آن برای مردم مستقر و غیر متحرک، چهارچوبی مذهبی و اجتماعی برای زندگی نسل‌های زیادی از آدمیان فراهم کرد.»
پیش از اسلام، اسیران جنگی که هنگام اسیر شدن نکشته بودند را مجبور می‌کردند که برای روزیشان گدایی کنند. محمد این سنت را تغییر داده، فراهم کردن غذا و پوشک به صورت منظم برای اسیران (مستقل از مذهبشان) را وظیفه حکومت اسلامی تعریف کرد. اگر اسیران تحت توقیف یک نفر بودند، این وظیفه به عهده آن شخص بود.

### برده داری

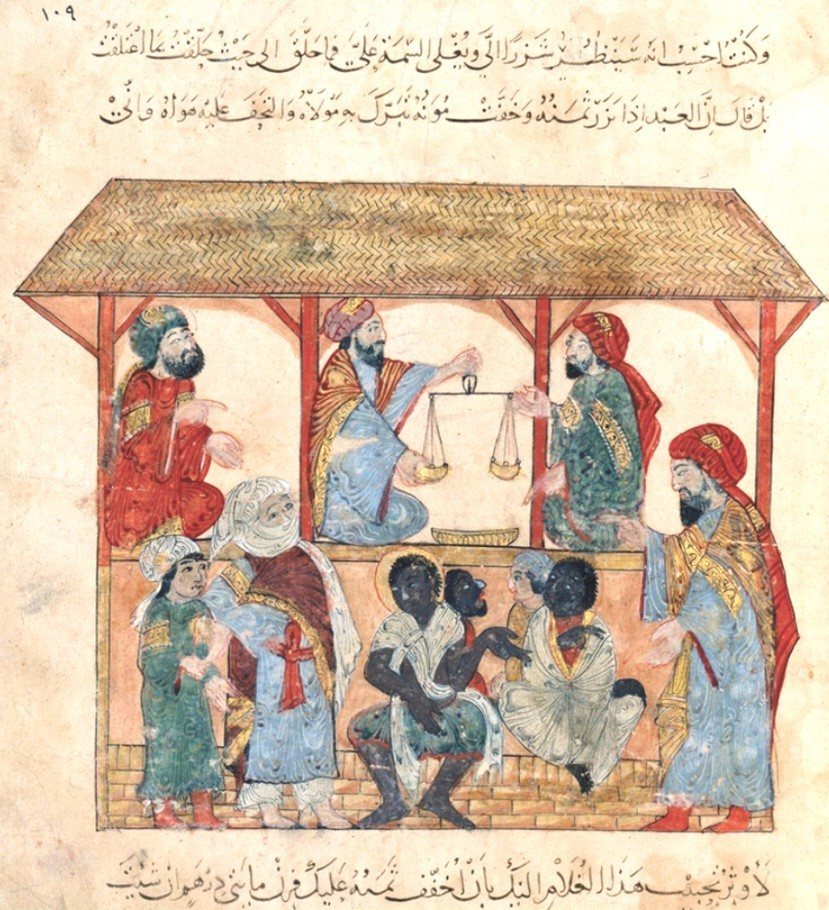
يک بازار برده در يمن در دوران اسلامی.

قرآن اشارات زیادی به برده داری داشته (آیه ۱۷۸ سوره ۲، ۷۵ سوره ۱۶، ۲۸ سوره ۳۰)، که آن را قانونمند کرده و بنابراین نهاد اجتماعی برده داری موجود را میپذیرد. به گفته برنارد لوئیس قرآن دو تغییر عمده در سیستم برده داری کهن وارد کرد که تأثیرات وسیع و دوررسی داشت: یکی از اینها فرض بر آزادی شخصی که آزادی یا برده بودنش مشخص نبود؛ دیگری ممنوعیت برده کردن اشخاص آزاد بود بجز در شرایط دقیقاً تعریف شده بسیار مشخص. به گفته لوئیس وضعیت برده‌های عرب «به حد خیلی زیادی بهبود پیدا کرد» زیرا برده عرب دیگر فقط دارایی شخص دیگر نبوده بلکه انسانی بود که وظایف مذهبی، و بنابراین کلاس اجتماعی مخصوصی و چیزی شبیه حقوق قانونی داشت. لوئیس بیان می‌کند که در سرزمین‌های مسلمین برده‌ها وضعیت قانونی مشخصی به همراه وظایف و حقوق خاصی نسبت به مالکشان داشتند، که این قوانین بهبودی نسبت به برده داری در دنیای کهن به حساب می‌آمد. به عقیده لوئیس، این اصلاحات باعث شد آداب و رسوم برده داری در امپراتوری اسلامی به صورت گسترده آنچه از دنیای کهن، از روم و از بیزانتیم به ارث رسیده بود را بهتر باشد.
اگر چه شباهت‌های زیادی بین نهاد برده داری در قرآن و آنچه در فرهنگ‌های اطراف یافت می‌شود وجود دارد، ولی نهاد برده داری معرفی شده توسط قرآن ویژگی‌های خاص خود را نیز داراست. به گفته جاناتان بروکپ، استاد تاریخ و مطالعات مذهبی، ایده استفاده از خیریه برای آزادسازی برده‌ها نوآوری قرآن است (اگر فرض کنیم که تفسیر سنتی از آیه ۱۷۷ سوره ۲، و آیه ۶۰ از سوره ۹ صحیح است). مثال دیگر این ایده آزاد کردن برده‌ها جهت کفاره برای گناهان می‌باشد که این نیز به‌نظر نوآوری قرآن می‌باشد (البته آن را با آیه ۲۶ تا ۲۷ از فصل ۲۱ کتاب سفر خروج از عهد قدیم نیز مقایسه کنید). بروکپ می‌افزاید: «در حالی که فرهنگ‌های دیگر حق ارباب را جهت آسیب رساندن به برده محدود می‌کنند، ولی اندکی از آن‌ها در واقع اربابان را تشویق می‌کنند که با برده‌ها به مهربانی برخورد کنند؛ قرار دادن برده‌ها در طبقه افراد ضعیف جامعه که نیاز به محافظت دارند پیش از قرآن در هیچ‌کدام از منابع در دست ما یافت نمی‌شود. تغییر بی‌همتای قرآن در نهاد برده داری را، بنابراین، باید در تأکید آن بر وضعیت بردگان در جامعه و وظیفه جامعه نسبت به بردگان دانست؛ شاید بتوان گفت قوانین برده داری در اسلام پیشرفته‌ترین در زمان خودش بود.»

### حقوق زنان
جهت ارزیابی اثر اسلام بر وضعیت زنان، نویسنده‌های مختلفی به بررسی وضعیت زنان در عربستان قبل از اسلام پرداخته، و یافته‌های آن‌ها آمیخته بوده‌است. برخی از نویسندگان استدلال کرده‌اند که زن‌ها قبل از اسلام آزادتر بوده‌اند. دلیل اصلی این گروه عموماً ازدواج اول محمد و ازدواج والدینش بوده، ولی همچنین پرستش بت‌های مؤنث در مکه قبل از اسلام را نیز ذکر می‌کنند. بر عکس، نویسندگان دیگری وضعیت زنان را در قبل از اسلام ضعیف توصیف کرده‌اند، که از جمله زنده بگور کردن دختران، چندهمسری نامحدود، ازدواج‌های پدر سالارانه، و غیره را دلیل می‌آورند. هنوز محققان دیگری مانند والنتین مقدم وضعیت زنان را از دیدگاه مارکسیستی بررسی کرده و عقیده دارند که وضعیت زنان به صورت عمده تحت تأثیر میزان شهری شدن، صنعتی شدن، کارگر گیری، و اقدامات سیاسی مدیران حکومتی می‌باشد، تا اینکه بستگی به فرهنگ یا دین اسلام داشته باشد. به عقیده مقدم، اسلام نه بیشتر و نه کمتر از ادیان دیگر مردسالارانه‌است.
به عقیده برخی از محققان، محکومیت زنده بگور کردن یکی از جنبه‌های اصلی تلاش محمد برای بالا بردن سطح زنان در جامعه اش بود. دربارهٔ رایج بودن، میدانیم که آنقدر رایج بود که اسم مشخص (کلمه ود) روی آن گذشته بودند. آیه قرآنی که در اینباره به کرات ذکر می‌شود آیه ۱ تا ۱۴ از سوره ۸۱ می‌باشد: زمانی که آفتاب درهم پیچیده می‌شود، و آن روز که ستارگان سقوط می‌کنند، و وقتی که کوهها از شدت زلزله به راه می‌افتند، و هنگامی که نفیس‌ترین اموال بی صاحب می‌ماند، و روزگاری که وحشی‌ها هم مانند انسان‌ها زنده می‌شوند، و زمانی که دریاها افروخته گردند، و آن وقت که نفوس هر یک به جفت مناسب و لایق خود می‌رسد، و روزی که از دختران زنده به گور شده سؤال شود که به کدامین گناه کشته شدند؟ و روزی که نامه‌های اعمال برای حساب باز می‌شود.
به گفته محقق مجید خدوری قبل از اسلام زنان هیچ‌گونه حقوق مشخصی نداشتند ولی اسلام به آن‌ها تعدادی حقوق اعطا کرد. جان اسپوزیتو معتقد است که اصلاحات اسلام ازدواج، طلاق و ارث برای زنان را تحت تأثیر قرار داد. زنانی که در فرهنگ‌های دیگر، از جمله غرب، زندگی میکردند تا قرن‌ها پس از این از برخی از این حقوق برخوردار نبودند. لغتنامه اسلام منتشر شده توسط دانشگاه آکسفورد تصدیق انسان بودن کامل زن توسط اسلام را عاملی مؤثر در بهبود وضعیت زنان میبیند. محقق گرهارد اندرس مینویسد که در ساختار اجتماعی جدید اسلام «به زنان نیز به چشم شخص نگاه میکرد و امنیت اجتماعی او و فرزندانش را تضمین میکرد. کنترل چند همسری توسط قوانین مشخص قدمی مهم در بهبود وضعیت شل و ول ای که قبل از آن در جریان بود، به حساب می‌آمد. فقط توسط این‌گونه تدارکات بود که (زمانی که به همراه مجازات شدید برای زنا پشتیبانی میشد)، امکان اینکه خانواده، نهاد مرکزی هر جامعه ساکن نشینی، میتوانست ستون محکمی پیدا کند.» 

### کودکان
اسلام دیدگاه حاکم در بین اعراب قبل از اسلام که فرزندان را ملک پدرشان حساب می‌آوردند را رد کرده، و همچنین آداب و رسوم جاری دربارهٔ فرزند خواندگی را نیز منسوخ کرد.

### جامع‌شناسی
جامع‌شناس رابرت بلله، استاد دانشگاه برکلی، معتقد است اسلام برای زمان خودش (قرن ۷ میلادی) به صورت قابل توجهی مدرن بود از این نظر که از تک تک افراد جامعه انتظار تعهد، مشارکت و درگیر بودن با مسائل را داشت، و ارزش زیادی روی شخص گرایی در مقابل ارزش دهی به وظایف گروهی داشت. به عقیده بلله این بخاطر تأکید اسلام بر برابری مسلمین بود.